# Cornwall AONB

Areas of Outstanding Beauty in Cornwall

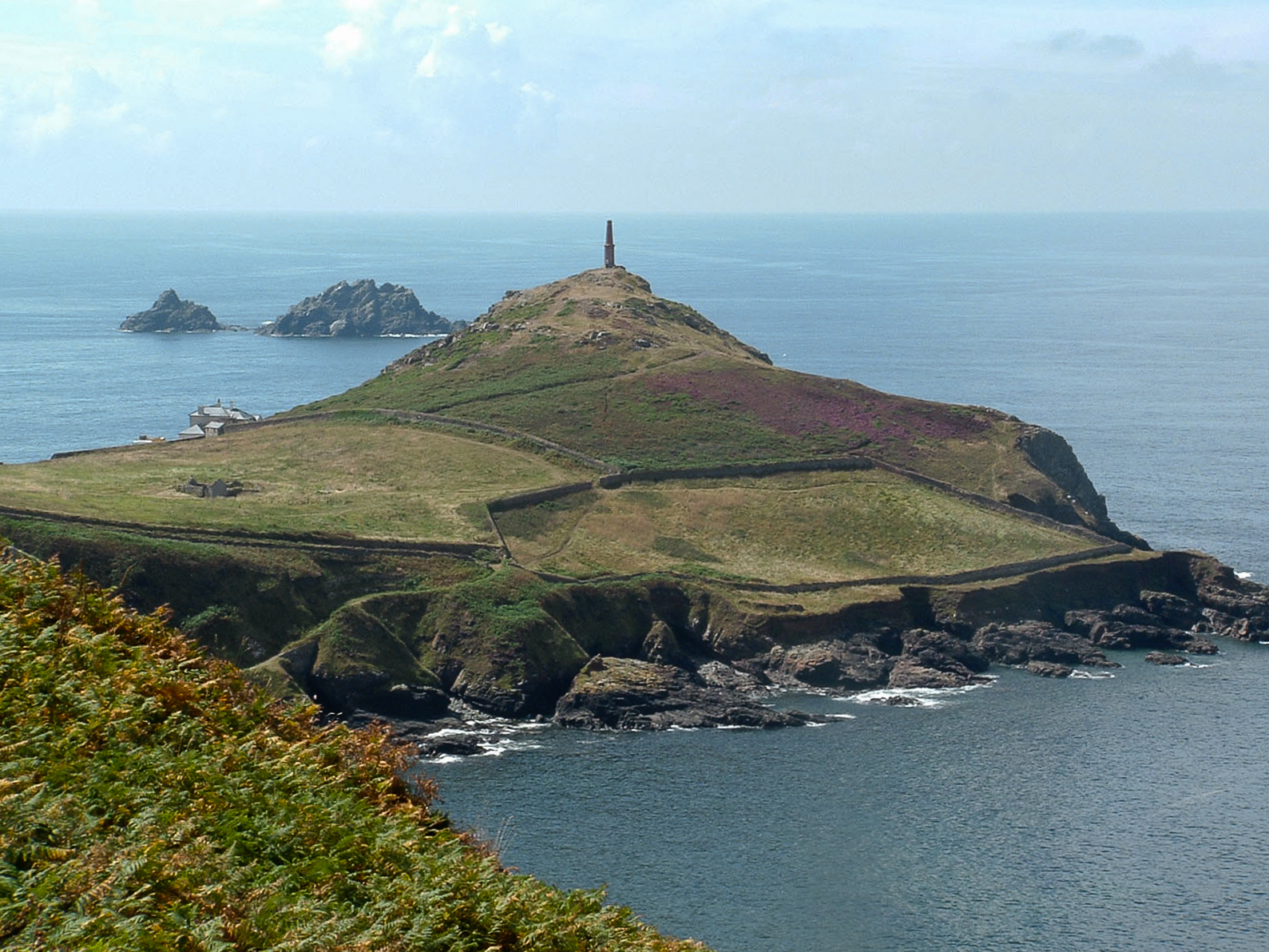
Westspitze von Cornwall

Die Cornwall AONB (Cornwall Area of Outstanding Beauty) umfasst auf einer Gesamtfläche von ca. 958 km² 12 kleinere Gebiete in der südwestenglischen Grafschaft (county) Cornwall. Von den 12 geschützten Gebieten, die etwa denselben Status wie ein Naturschutzgebiet haben, liegen 11 am Meer; nur das Bodmin Moor liegt im Binnenland.

## Geschichte
Das AONB-Schutzgebiet wurde im Jahr 1959 eingerichtet; das Camel Ästuar kam erst im Jahr 1981 hinzu.

## Teilgebiete
1. Hartland (Morwenstow und Kilkhampton)
2. Pentire Point bis Widemouth
3. Camel Ästuar
4. Trevose Head bis Stepper Point (Bedruthan bis Padstow)
5. St Agnes
6. Godrevy bis Portreath
7. West Penwith
8. South Coast - Western (Lizard und Marazion bis Helford River)
9. South Coast - Central (Mylor & the Roseland bis Porthpean)
10. South Coast - Eastern (Par Sands bis Looe)
11. Rame Head
12. Bodmin Moor

Die Scilly-Inseln und das Tamar Valley, welches nur zum Teil in Cornwall liegt, bilden gesonderte AONB’s.